# Mezőgyán
Mezőgyán község Békés vármegye Sarkadi járásában.

## Fekvése
Békés vármegyében, Sarkadtól északkeletre, Geszt nyugati szomszédságában fekvő település. További szomszédai: észak felől Zsadány, dél felől Újszalonta, délnyugat felől Sarkadkeresztúr, északnyugat felől pedig Okány. Délkeleti irányból Romániához, jobbára Nagyszalontához tartozó területek határolják; Sarkaddal közvetlenül nem határos.
Természetföldrajzi szempontból a Kis-Sárrét keleti vidékén fekszik.
Közigazgatásilag hozzá tartozik Nagygyanté is, amely a település központjától 7 kilométerre nyugatra terül el.

### Megközelítése
A két településrész közül Nagygyanté fekvése kedvezőbb, a közúti megközelítés tekintetében, mert áthalad rajta a Furtától Komádin és Sarkadon át egészen Gyuláig húzódó 4219-es út, ezen érhető el az említett települések mindegyike felől. Mezőgyán központja csak az előbbi útról letérve érhető el, Zsadány felől a 4242-es, Nagygyanté felől pedig a 42 154-es úton.
Keleti szomszédja, Geszt csak Mezőgyán központján keresztül közelíthető meg, ugyancsak a 42 154-es úton.
Vasútvonal nem érinti a települést, a legközelebbi vasútállomás a Kötegyán–Püspökladány-vasútvonal Okány vasútállomása.

## Története
Mezőgyán a 13. század elején már mint a királyi várszolgák lakhelye szerepelt.
1463-ban az Andacsy családnak volt itt birtoka, később a település kincstári birtok lett, aztán a borosjenői Tisza család lett itt birtokos.
1552-ben Bay Péternek is volt itt kisebb részbirtoka.
A 20. század elején Tisza Kálmán és a nagyváradi 1. sz. püspökség birtoka volt.
Mezőgyánhoz tartoztak Kéza, Nagy-Gyanté, Kis-Gyanté puszták is.
A falu határában, a Mezőgyán és Gyanté puszta közötti Csapás-éren a törökdúlások alatt egy ütközet zajlott le.
Az 1870-es években itt, a Csapás-ér mellett gátépítést végeztek, s a munkálatok során nagy mennyiségű török kardot, zablát, kengyelt, nyeregkápát stb. találtak.
A trianoni békeszerződés előtt Mezőgyán Bihar vármegye cséffai járásához tartozott.

## Közélete

### Polgármesterei
- 1990–1994: Szabó István (MSZP)[4]
- 1994–1998: Czégény Mihály (független)[5]
- 1998–2002: Szabó István (MSZP)[6]
- 2002–2004: Szabó István (MSZP)[7]
- 2004–2006: Zsoldos Zoltán (független)[8]
- 2006–2010: Zsoldos Zoltán (független)[9]
- 2010–2014: Zsoldos Zoltán (független)[10]
- 2014–2019: Dani Attila (Fidesz-KDNP)[11]
- 2019–2024: Dani Attila (Fidesz-KDNP)[12]
- 2024– : Dani Attila (Fidesz-KDNP)[1]

A településen 2004. július 25-én időközi polgármester-választást (és képviselő-testületi választást) tartottak, az előző képviselő-testület önfeloszlatása miatt. A posztért aránylag sok, öt jelölt indult, de a győztes egymaga is majdnem meg tudta szerezni a szavazatok abszolút többségét, 48,73 %-os eredményével.

## Népesség
A település népességének változása:
| Lakosok száma | 1117 | 1090 | 1058 | 895  | 861  | 877  | 824  |
|               | 2013 | 2014 | 2015 | 2021 | 2022 | 2023 | 2024 |

2001-ben a település lakosságának 95%-a magyar, 5%-a cigány nemzetiségűnek vallotta magát.
A 2011-es népszámlálás során a lakosok 84,3%-a magyarnak, 19,1% cigánynak mondta magát (15,7% nem nyilatkozott; a kettős identitások miatt a végösszeg nagyobb lehet 100%-nál). A vallási megoszlás a következő volt: római katolikus 4,7%, református 39,6%, evangélikus 0,4%, görögkatolikus 0,7%, felekezeten kívüli 31,6% (21,6% nem nyilatkozott).
2022-ben a lakosság 94,2%-a vallotta magát magyarnak, 8% cigánynak, 0,5% románnak, 0,2% németnek, 0,2% bolgárnak, 0,5% egyéb, nem hazai nemzetiségűnek (5,8% nem nyilatkozott; a kettős identitások miatt a végösszeg nagyobb lehet 100%-nál). Vallásuk szerint 26,8% volt református, 2% római katolikus, 0,2% evangélikus, 0,1% ortodox, 0,3% görög katolikus, 2,1% egyéb keresztény, 0,2% egyéb katolikus, 36,2% felekezeten kívüli (31,7% nem válaszolt).

## A zsidó közösség és temetője
A 19. század közepén élt egy kis zsidó közösség a faluban. Temetővel, imaházzal rendelkeztek. Temetőjük területét a gróf Tisza családtól kapták. A holokauszt idejére minden zsidó család elköltözött. A kis sírkertet a háború után megszüntették.

## Nevezetességei
- Református temploma, amely 1794-ben épült. Az előző, román kori templom a korabeli leírások alapján még 1721-ben is fennállt.
- A településtől keletre halad el a szarmaták által 324–337 között épített, az Alföldet körbekerülő Csörsz-árok vagy más néven Ördögárok nyomvonala.

## Ismert személyek
- Itt töltötte gyermekkorának nyarait Bíró Lajos sztárséf.[17]

## Testvértelepülése
- Magyarhermány
- Kisbacon